# New Irish Republican Army
El Nuevo Ejército Republicano Irlandés (en irlandés: Arm Poblachtach Nua na hÉireann, en inglés: New Irish Republican Army, New IRA, NIRA) abreviado como "Nuevo IRA" o "New IRA" y también llamado IRA 2012, es un grupo paramilitar republicano irlandés. Es una continuación del Ejército Republicano Irlandés Auténtico (IRA Auténtico), que comenzó a llamarse Nuevo IRA en julio de 2012 cuando el grupo Acción Republicana Contra las Drogas (RAAD) y otros pequeños grupos militantes republicanos se fusionaron. El grupo se autodenomina "Ejército Republicano Irlandés".

## Introducción
El Nuevo IRA ha lanzado numerosos ataques contra el Servicio de Policía de Irlanda del Norte (SPIN) y el Ejército Británico. Es el más grande y activo de los grupos paramilitares republicanos disidentes que siguen combatiendo contra las fuerzas británicas en Irlanda del Norte.

## Historia

### Origen
El New IRA es el único grupo paramilitar activo que pide la reunificación de Irlanda y su total independencia del Reino Unido, el grupo fue fundado en julio de 2012, por la unión del Ejército Republicano Irlandés Auténtico (IRA Auténtico), una escisión del IRA Provisional (PIRA), el grupo Acción Republicana Contra las Drogas (RAAD) formado por ex-combatientes del PIRA que iniciaron una batalla contra el narcotráfico, sobre todo en la ciudad de Derry; por las Facciones Republicanas Independientes, una unión de distintos grupos de combatientes católicos, y por el Ejército Republicano Irlandés de la Continuidad (CIRA).
En la actualidad el New IRA ha sido incluido por las autoridades británicas como parte del Ejército Republicano Irlandés Auténtico (RIRA) con el nombre de "Nuevo IRA". Este grupo no acepta los acuerdos de Viernes Santo de 1998 y sigue reclamando la validez de la lucha armada para reunificar toda Irlanda.
 El 26 de julio de 2012, se informó que la Acción Republicana Contra las Drogas (RAAD) y otros pequeños grupos militantes republicanos se estaban uniendo con el IRA Auténtico. Aunque el grupo se autodenomina a si mismo Ejército Repúblicano Irlandés, tras la unión, los medios de comunicación comenzaron a referirse al grupo como el "New IRA".
Además del grupo RAAD, la alianza incluye a un grupo del este del Condado de Tyrone que presuntamente es responsable del asesinato del oficial del SPIN Ronan Kerr en 2011, y un grupo de Belfast que hirió gravemente al oficial del SPIN Peadar Heffron en 2010.

### Afiliación
En 2012, el SPIN creía que el nuevo grupo contaba con entre 250 y 300 activistas y militantes respaldados por aliados. En noviembre de 2012, el grupo se atribuyó la responsabilidad del asesinato de un funcionario de prisiones cerca de Lurgan,  el primer funcionario de prisiones asesinado desde 1993.

### Actividades paramilitares
El 3 de septiembre de 2012, Alan Ryan, un destacado miembro del IRA Auténtico, fue asesinado a tiros en Dublín. La Garda Síochána creía que había estado involucrado en una disputa con importantes bandas criminales a las que intentaba extorsionar.
Tras la muerte de Ryan se desarrolló una disputa interna en el IRA Auténtico. El sustituto de Ryan como líder y otro militante asociado fueron baleados y heridos en noviembre de 2012, por órdenes de los líderes de Belfast. En marzo de 2013, otro destacado ex-miembro del IRA Auténtico, Peter Butterly de Dunleer, fue asesinado a tiros, tres hombres de Dublín, presuntamente de la facción de Alan Ryan, fueron acusados de su asesinato y de pertenecer al IRA Auténtico.
En febrero de 2014, el grupo envió siete cartas bomba a las oficinas de reclutamiento militar del Ejército británico en el sureste de Inglaterra; la primera vez que los republicanos atacaban en Gran Bretaña desde 2001.
Al mes siguiente, un Land Rover del SPIN fue alcanzado por un proyectil explosivo en Belfast. Un vehículo civil también fue alcanzado por los escombros, pero no hubo heridos. El IRA Auténtico se atribuyó la responsabilidad. En noviembre de 2014, un vehículo blindado del SPIN fue alcanzado por un proyectil de mortero en Derry, y en Belfast un Land Rover del SPIN fue atacado con un RPG-7.
En la mañana de Halloween, tres hombres fueron arrestados y acusados de pertenencia al IRA además de delitos relacionados con armas de fuego. En noviembre, un vehículo del PSNI en Belfast fue acribillado con armas automáticas.
El día de Navidad en el norte de Belfast, la policía fue nuevamente atacada por los republicanos, pero no hubo heridos. El atacante fue acusado de intento de asesinato.
El 4 de marzo de 2016, un funcionario de prisiones, Adrian Ismay. murió de un ataque cardíaco en el hospital, tras haber recibido heridas graves cuando una bomba trampa detonó debajo de su camioneta en Hillsborough Drive, al este de Belfast, 11 días antes. El Nuevo IRA se atribuyó la responsabilidad y dijo que era una respuesta al presunto maltrato a prisioneros republicanos en la prisión de Maghaberry. Agregó que el oficial fue atacado porque entrenaba a los funcionarios de prisiones en Maghaberry.
En abril de 2016, la policía detuvo a dos miembros importantes del Nuevo IRA y confiscó 10 000 euros.
En abril de 2016, se encontraron explosivos vinculados al Nuevo IRA en Dublín y la policía irlandesa interrogó a varias personas. El Nuevo IRA declaró que todos los criminales eran objetivos legítimos después de que el hermano de Alan Ryan, Vincent Ryan, fuera asesinado a tiros. En abril de 2016, el Nuevo IRA fue acusado de herir gravemente a un hombre en un tiroteo de castigo en Derry, poco después de que un hombre hubiera muerto en un ataque republicano disidente en Ardoyne. En mayo de 2016, tres hombres fueron baleados en ataques de estilo paramilitar en áreas republicanas de Belfast durante un período de 24 horas, dejando dos heridos y un muerto. El 25 de abril, un miembro del Nuevo IRA, Michael Barr, fue asesinado a tiros en el oeste de Dublín. La Garda sospechaba que Barr fue asesinado a tiros porque el cártel de Kinahan creía que había proporcionado una "casa segura" a uno de los hombres armados en el ataque al Hotel Regency. 15 personas fueron detenidas en Irlanda del Norte tras un funeral en su honor.
El nivel de amenaza terrorista en Gran Bretaña fue elevado a "sustancial" el 11 de mayo de 2016, y las constantes amenazas del Nuevo IRA fueron la razón, según la ministra del Interior Theresa May y el MI5.
En junio de 2016 se reveló que un equipo de cinco hombres del Nuevo IRA estaba en el centro norte de la ciudad de Dublín buscando asesinar a dos importantes gánsteres, después de que uno de sus aliados fuera asesinado a tiros en una disputa entre bandas. Las fuentes dijeron que la unidad de homicidios, pasó varios días y noches buscando a sus objetivos en las calles.
En septiembre de 2016, un colaborador cercano de Alan Ryan, que había sido arrestado y encarcelado tras la redada de Stamullen, fue sentenciado a nueve años de prisión en Belfast por posesión de un subfusil y municiones, después de bajarse de un autobús en Dublín.
En la ciudad irlandesa de Cork, a las 5 de la tarde del 7 de diciembre de 2016, el ex-jefe del Estado mayor del comando sur del Ejército Republicano Irlandés Auténtico, Aidan "la Bestia" O'Driscoll, fue asesinado a tiros en la calle por dos hombres armados enmascarados. O'Driscoll había recibido un disparo en la pierna en junio de 2013 en lo que el Nuevo IRA afirmó que fue un tiroteo de castigo por "conducta no republicana", antes de renunciar al mando en 2012.
El 7 de junio de 2017, la Garda evitó un grave intento de atentado con bomba del IRA tras descubrir seis kilos de explosivo plástico Semtex, una cantidad suficiente para volar una calle.
El 1 de septiembre de 2017, el Servicio de Policía de Irlanda del Norte advirtió que el grupo había desarrollado un nuevo tipo de bomba.
En diciembre de 2017, el MI5 afirmó que Irlanda del Norte tiene el mayor nivel de actividad terrorista de toda Europa y que se cometen ataques terroristas semanalmente. Se informa de que los servicios de seguridad británicos han llevado a cabo más de 250 incautaciones y operaciones antiterroristas.
El grupo y el CIRA afirmaron que no tenían planes de anunciar un alto el fuego similar al del ONH. Sin embargo, ambos grupos han sufrido importantes reveses e inactividad debido a disputas y a la fuerte intervención policial y además a menudo no han logrado cometer ataques exitosos, debido a equipos anticuados y a la falta de experiencia de sus miembros.
En julio de 2018, el Nuevo IRA se atribuyó la responsabilidad de una serie de ataques con armas de fuego y bombas contra agentes de policía durante los disturbios en Derry.
El 19 de enero de 2019 se produjo un atentado con coche bomba en el juzgado de Bishop Street, en Derry, y el Nuevo IRA es la "principal línea de investigación".
Cuatro hombres fueron detenidos en relación con el atentado.
El mes siguiente, dos hombres fueron tiroteados en la ciudad de Derry, en lo que se describió como un "ataque paramilitar" por parte de miembros del Nuevo IRA.
El 5 de marzo de 2019, alrededor de las 12:00 horas, se encontraron tres dispositivos explosivos en paquetes que fueron encontrados en bolsas "Jiffy" en la estación de Waterloo y en el Aeropuerto de la Ciudad de Londres, así como un paquete separado encontrado cerca del Aeropuerto de Heathrow.
El MI5 advirtió que es posible la posibilidad de que los republicanos estén detrás de los paquetes sospechosos. También el 5 de marzo, se encontró un paquete bomba en el almacén de la Universidad de Glasgow alrededor de las 11:40 am la policía evacuó el bloque oeste de la universidad y la bomba fue detonada de manera segura mediante una explosión controlada por una unidad de desactivación de bombas, nadie resultó herido. El 11 de marzo de 2019, se informó que un grupo que se hace llamar IRA afirmó estar detrás de los dispositivos explosivos, afirmando que habían enviado 5 dispositivos, pero solo se habían descubierto 4. El quinto dispositivo fue descubierto el 22 de marzo en una oficina de clasificación postal de la ciudad irlandesa de Limerick. El dispositivo iba dirigido a la Estación de Charing Cross, en el centro de Londres.
El 18 de abril de 2019, se produjeron disturbios en las calles de Creggan, después de que el SPIN lanzara una redada en busca de municiones. Se cree que el Nuevo IRA incitó los disturbios, fueron responsables del tiroteo fatal de la periodista Lyra McKee (que no era la víctima prevista), se atribuyeron la responsabilidad y emitieron una declaración de disculpa a su familia y amigos.
Utilizando sus tradicionales conmemoraciones del Alzamiento de Pascua, varias otras agrupaciones republicanas, entre ellas el Sinn Féin y Éirígí pidieron expresamente el fin de todas las acciones armadas, mientras que otras, entre ellas el Movimiento por la Soberanía de los 32 Condados condenaron el ataque sin añadir un llamamiento al fin de la violencia. El Partido Republicano Socialista Irlandés, canceló su conmemoración del Alzamiento de Pascua en Derry como resultado directo de la muerte de Lyra McKee. 
Los murales republicanos en toda la ciudad de Derry, incluido el famoso muro de Free Derry Corner, fueron modificados durante el fin de semana tras la muerte de Lyra McKee, expresando el deseo de la comunidad de alejarse de la violencia del pasado y repudiar a los grupos disidentes que desean volver a él. Estos acontecimientos han sido citados como una señal de cambio de actitud hacia los disidentes en zonas tradicionalmente republicanas.
El 7 de junio de 2019, el Nuevo IRA se atribuyó la responsabilidad de una bomba potencialmente mortal, descubierta el 1 de junio, instalada debajo del coche de un agente de policía en un club de golf al este de Belfast, por ello se inició una investigación transfronteriza.
El 18 de agosto de 2020, diez sospechosos fueron arrestados en Irlanda del Norte como parte de la operación en toda la isla contra el Nuevo IRA. El PSNI y la Gardaí unieron fuerzas durante 48 horas para llevar a cabo arrestos y registros.
El SPIN afirmó que los agentes habían realizado una serie de arrestos en virtud de la Ley de Terrorismo en toda Irlanda del Norte, en relación con las actividades del Nuevo IRA. Los arrestados fueron recluidos en las dependencias de detención del SPIN en Belfast. El PSNI realizó redadas en propiedades de Derry, en East Tyrone y en Belfast.
En la República de Irlanda, la Garda allanó propiedades en Dublín, Cork, en el Condado de Kerry y en el Condado de Laois, pero no detuvo a nadie.
El 21 de abril de 2021, el grupo dijo que había colocado un dispositivo explosivo detrás del automóvil de un oficial del SPIN en Dungiven. El dispositivo fue desactivado por la unidad de desactivación de explosivos.
El 17 de febrero de 2022, el Nuevo IRA se atribuyó la responsabilidad de haber disparado a un hombre en las piernas en Strabane la semana anterior.
El 17 de noviembre de 2022, el Nuevo IRA cometió un ataque con bombas en el que dos oficiales del SPIN fueron atacados con un artefacto explosivo que detonó cerca de su vehículo policial, mientras patrullaban en Strabane, en el Condado de Tyrone. Ninguno de los agentes resultó herido gravemente en el ataque.
El Nuevo IRA declaró en una declaración mecanografiada que llevó a cabo el intento de asesinato del Inspector en Jefe y Detective del SPIN, John Caldwell, quien recibió varios disparos de dos hombres armados frente a su hijo y otros niños después de un entrenamiento de fútbol el 22 de febrero de 2023.
Hasta el 26 de febrero de 2023, el SPIN había arrestado a seis personas en relación con el intento de asesinato. Las manifestaciones en el condado de Tyrone organizadas bajo el lema "no hay vuelta atrás", en referencia a la violencia del conflicto norirlandés, condenaron el tiroteo.
El 9 de abril de 2023, el Servicio de Policía de Irlanda del Norte (SPIN) frustró un intento de atentado con bomba que tenía como objetivo interrumpir la visita del Presidente de los Estados Unidos, Joe Biden, a Belfast, el 12 de abril, para conmemorar el 25º aniversario del Acuerdo de Viernes Santo.<
El 22 de mayo de 2024, el SPIN arrestó a dos hombres en Derry y confiscó un fusil de asalto AK-47.

## Estado
El 30 de junio de 2023, Estados Unidos añadió al Nuevo IRA a la lista de Organizaciones Terroristas Extranjeras. Se cree ampliamente que Saoradh es el ala política del Nuevo IRA.

## Saoradh
Según varios medios de comunicación británicos, como la BBC o el periódico Belfast Telegraph, así como la PSNI, Saoradh es el ala politica o voz política del New IRA. Saoradh niega su vinculación con grupos paramilitares y poco después del asesinato de la periodista Lyra McKee, Saoradh emitió un comunicado en el que afirmaba no tener vínculos con el New IRA ni con ninguna otra organización.